# 弗盧勒

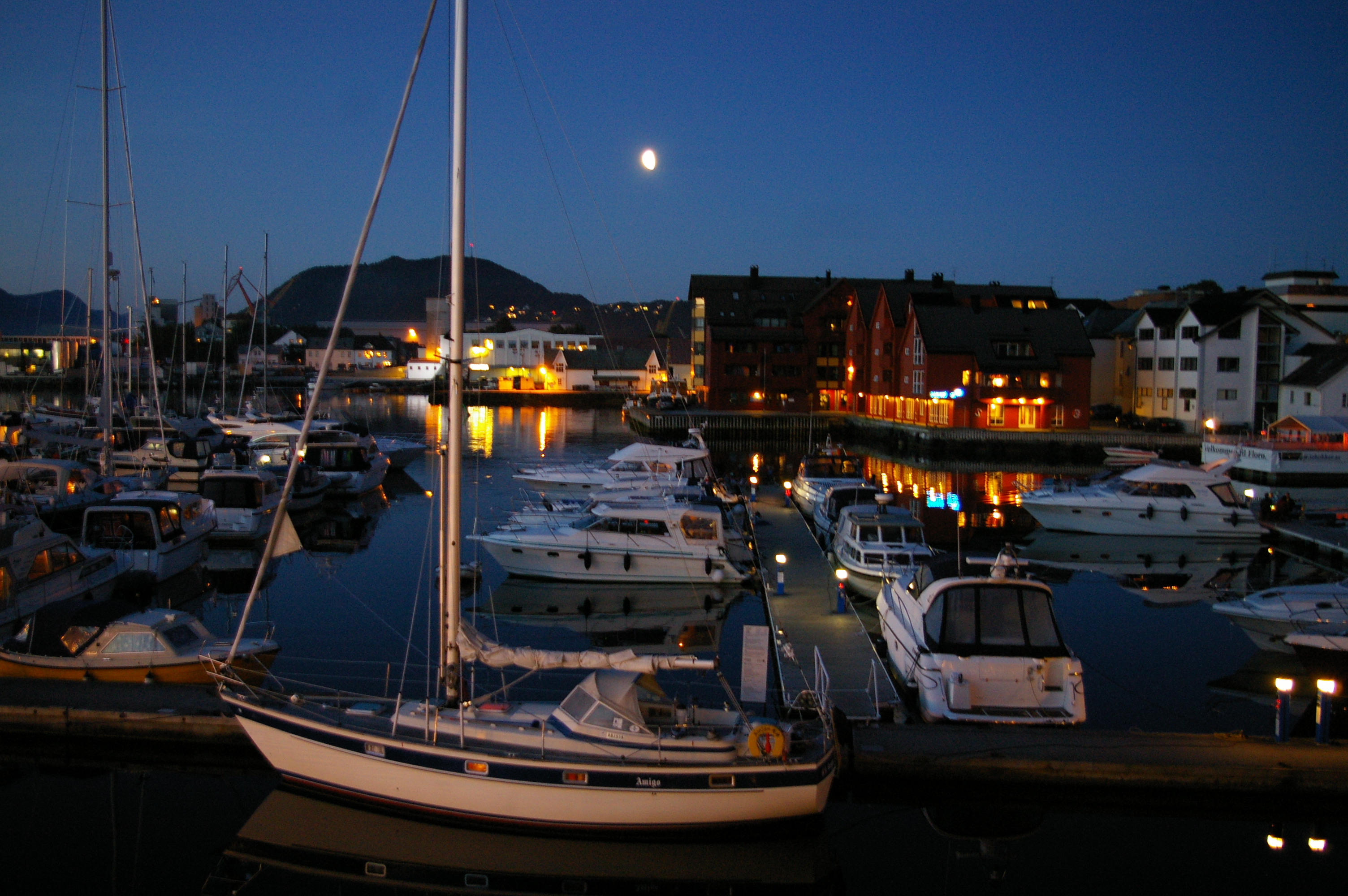
弗盧勒夜景

弗盧勒（挪威語：Florø）是挪威韦斯特兰郡的城鎮，位於該國西南部，是原弗洛拉市镇的首府，面積5.98平方公里，主要經濟活動有漁業、開採天然氣和石油，2009年人口8,448。
弗盧勒在1860至1964年间曾是一个独立的市镇，之后并入弗洛拉市镇。2020年1月1日在新一轮的市镇合并中成为新成立的欣恩市镇的一部分。